# جان رومر
جان رومر (انگلیسی: John Romer؛ زادهٔ ۳۰ سپتامبر ۱۹۴۱) انسان‌شناس، باستان‌شناس، و مجری تلویزیون اهل بریتانیا است.

## آثار
- ترجمهٔ کتاب مصری مردگان